# 4941 Yahagi
A 4941 Yahagi (1986 UA) a Naprendszer kisbolygóövében található aszteroida. Szuzuki Kenzó és Urata Takesi fedezte fel 1986. október 25-én.